# Сонна лощина (телесеріал)
«Сонна лощина» (англ. Sleepy Hollow) — американський містико-пригодницький телесеріал, осучаснена адаптація оповідання «Легенда сонного виярку», написаного Вашингтоном Ірвінгом. Серіал створений Алексом Крутцманом, Роберто Орсі, Філліпом Ісковим та Леном Вайзманом. Прем'єра відбулася 16 вересня 2013 року на телеканалі Fox.

## Сюжет
Після смерті Ікабода Крейна в одній з битв у війні за незалежність на стороні сил генерала Джорджа Вашингтона, Ікабод встає з небуття в містечку Сонна лощина. Одночасно з ним повстає з мертвих вершник без голови, голову якого Ікабод Крейн відрубав перед власною загибеллю. Вершник без голови починає вбивати людей і головний герой повинен зупинити його, діючи спільно з лейтенантом поліції Еббі Міллс.
Еббі виходить на вершника без голови після вбивства ним шерифа. Розшук вершника приводить їх до старого розслідування, в якому розглядалася справа про дві окультні групи, одна на стороні сил добра, інша — на боці сил зла. Група, що поклоняється злу, викликала у наш світ вершника без голови. Якщо його не зупинити, темні сили підкорять Землю.

## У ролях

### Головні герої
| Персонаж                             | Актор         | Сезон           | Сезон        | Сезон        |
| Персонаж                             | Актор         | 1               | 2            | 3            |
| ------------------------------------ | ------------- | --------------- | ------------ | ------------ |
| Ікабод Крейн                         | Том Місон     | Головна роль    | Головна роль | Головна роль |
| Лейтенант Грейс Ебігейл «Еббі» Міллс | Ніколь Бегарі | Головна роль    | Головна роль | Головна роль |
| Капітан Френк Ірвінг                 | Орландо Джонс | Головна роль    | Головна роль |              |
| Катріна Крейн                        | Катя Вінтер   | Головна роль    | Головна роль |              |
| Дженніфер «Дженні» Міллс             | Лінді Грінвуд | Другорядна роль | Головна роль | Головна роль |
| Генрі Перріш / Джеремі Крейн         | Джон Ноубл    | Другорядна роль | Головна роль |              |

### Другорядні герої
| Персонаж                               | Актор                                                    | Сезон           | Сезон           |
| Персонаж                               | Актор                                                    | 1               | 2               |
| -------------------------------------- | -------------------------------------------------------- | --------------- | --------------- |
| Вершник без голови / Абрахам Ван Брант | Річард Цетроне, Джеремі Оуен, Крейг Бренем і Ніл Джексон | Другорядна роль | Другорядна роль |
| Детектив Люк Моралес                   | Ніколас Гонзалес                                         | Другорядна роль | Другорядна роль |
| Офіцер Енді Брукс                      | Джон Чо                                                  | Другорядна роль | Другорядна роль |
| Шериф Август Корбін                    | Кленсі Браун                                             | Другорядна роль | Другорядна роль |
| Детектив Девон Джонс                   | Майкл Роарк                                              | Другорядна роль | Другорядна роль |
| Синтія Ірвінг                          | Джилл Марі Джонс                                         | Другорядна роль | Другорядна роль |
| Мейсі Ірвінг                           | Амандла Стенберг                                         | Другорядна роль | Другорядна роль |
| Бенджамін Франклін                     | Джон Спаркс (1 сезон) Тімоті Басфілд (2 сезон)           | Другорядна роль | Другорядна роль |
| Нік Хоулі                              | Метт Барр                                                |                 | Другорядна роль |
| Ліна Реєс                              | Сакіна Реєс                                              |                 | Другорядна роль |
| Мішель Трахтенберг                     | Ебігейл Адамс                                            |                 | Другорядна роль |
| Томас Джефферсон                       | Стівен Вебер                                             |                 | Другорядна роль |

Цікавий факт про кросовер: в епізоди «Мерці не розповідають казок» (3.05, 29 жовтня 2015) з'являються актори Емілі Дешанель та Девід Бореаназ, які грають своїх персонажів, доктор Темперанс Бреннан та агент ФБР Сілі Бут, із серіалу «Кістки», запрошених для розслідування давньої справи.

## Список епізодів
| Сезон | Кількість епізодів | Дата показу в США | Дата показу в США |
| Сезон | Кількість епізодів | Прем'єра сезону   | Фінал сезону      |
| ----- | ------------------ | ----------------- | ----------------- |
| 1     | 13                 | 16 вересня 2013   | 20 січня 2014     |
| 2     | 18                 | 22 вересня 2014   | 23 лютого 2015    |
| 3     | 18                 | 1 жовтня 2015     | 8 квітня 2016     |
| 4     | 13                 | 6 січня 2017      | 31 березня 2017   |